# Lestodiplosis auriculata
Lestodiplosis auriculata är en tvåvingeart som beskrevs av Grover 1979. Lestodiplosis auriculata ingår i släktet Lestodiplosis och familjen gallmyggor. Inga underarter finns listade i Catalogue of Life.